# Ефремово (Гулынское сельское поселение)
Ефремово — деревня в Старожиловском районе Рязанской области. Входит в Гулынское сельское поселение

## География
Находится в западной части Рязанской области на расстоянии приблизительно 2 км на северо-восток по прямой от районного центра поселка Старожилово.

## История
На карте 1850 года была отмечена как поселение с 16 дворами.

## Население
Численность населения: 13 человек в 2002 году (русские 84 %), 0 в 2010.